# Indiana Asteroid Program
El Indiana Asteroid Program (en español, Programa de Asteroides de Indiana) fue un programa para la observación fotográfica de los asteroides desarrollado con el astrógrafo de diez pulgadas  del observatorio Goethe Link situado en Brooklyn, Indiana. Frank K. Edmondson y sus colegas de la Universidad de Indiana lo comenzaron en 1949. Fue cancelado en 1967.

## Objetivos
El programa tenía cuatro objetivos cuando comenzó:
1. Recuperar aquellos asteroides que estuvieran lejos de las posiciones predichas.
2. Hacer nuevos cálculos orbitales o revisar los antiguos.
3. Derivar magnitudes visuales más precisas dentro del rango de 0,1.
4. Formar a los estudiantes.

## Resultados
En 1958 los responsables del programa habían producido 3500 placas fotográficas en las que se mostraban las imágenes de 12 000 asteroides y habían publicado unas 2000 posiciones precisas en las circulares del MPC. Cuando el programa terminó, se habían descubierto 119 nuevos asteroides. El último asteroide sin nombrar, (30718) Records, descubierto en 1955, no fue nombrado hasta 2007 cuando finalmente se calculó y confirmó su órbita. El nombre fue elegido por Edmonson en honor de Brenda Records quien dirigió el departamento de astronomía de la Universidad de Indiana durante veinte años.
El programa terminó cuando las luces de la cercana ciudad de Indianápolis se volvieron demasiado brillantes para permitir las largas exposiciones que necesitaban las placas fotográficas. Las cerca de 7000 placas del programa están archivadas en el observatorio Lowell.